# Tour de Corea 2018
La 19.ª edición del Tour de Corea se celebró entre 30 de mayo al 3 de junio de 2018 en Corea del Sur con inicio en la ciudad de Gunsan y final en la ciudad de Seúl. El recorrido consistió de 5 etapas sobre una distancia total de 781,6 km.
La carrera hizo parte del UCI Asia Tour 2018 bajo la categoría 2.1 y fue ganada por el ciclista rumano Serghei Tvetcov del equipo UnitedHealthcare. El podio lo completaron el ciclista kazajo Stepan Astafyev del equipo Vino-Astana Motors y el ciclista italiano Matteo Busato del equipo Wilier Triestina-Selle Italia.

## Equipos participantes
Tomaron parte en la carrera 20 equipos de los cuales 4 fueron de categoría Profesional Continental y 16 de categoría Continental.
| Equipos continentales profesionales (4)- Israel Cycling Academy - Nippo-Vini Fantini-Europa Ovini - UnitedHealthcare - Wilier Triestina-Selle Italia Equipos continentales (16)- Bennelong-SwissWellness-Cervélo - Drapac-Pat's Veg Holistic Development - Gapyeong Cycling Team - Geumsan Insam Cello - HKSI Pro Cycling Team - Kinan Cycling Team - Korail Cycling Team - KSPO-Bianchi Asia - LX Cycling Team - Qinghai Tianyoude - Seoul Cycling Team - Team Ukyo - Terengganu Cycling Team - Thailand Continental - Uijeongbu - Vino-Astana Motors |
| |

## Recorrido
| Etapa     | Fecha     | Recorrido           | type                   | Distancia (km) | Ganador         | Líder           |
| --------- | --------- | ------------------- | ---------------------- | -------------- | --------------- | --------------- |
| 1.ª etapa | 30 de may | Gunsan – Cheonan    | etapa escarpada        | 184,6          | Choe Hyeong-min | Choe Hyeong-min |
| 2.ª etapa | 31 de may | Cheonan – Yeongju   | etapa de media montaña | 202,6          | Mihkel Räim     | Choe Hyeong-min |
| 3.ª etapa | 1 de jun  | Yeongju – Joengseon | etapa de media montaña | 192,4          | Serghei Țvetcov | Serghei Țvetcov |
| 4.ª etapa | 2 de jun  | Joengseon – Chungju | etapa escarpada        | 156            | Joseph Cooper   | Serghei Țvetcov |
| 5.ª etapa | 3 de jun  | Seúl – Seúl         | etapa llana            | 65             | Raymond Kreder  | Serghei Țvetcov |

## Desarrollo de la carrera

### 1.ª etapa
| Gunsan - Cheonan | etapa escarpada | (184,6 km) |

| \| Clasificación de la etapa \| Clasificación de la etapa \| Clasificación de la etapa \| Clasificación de la etapa \| Clasificación de la etapa \| \| Ciclista \| Ciclista \| Equipo \| Tiempo \| \| \| ------------------------- \| ------------------------- \| ------------------------------- \| ------------------------- \| ------------------------- \| \| 1.º \| Choe Hyeong-min \| Geumsan Insam Cello \| 4 h 19 min 02 s \| \| \| 2.º \| Ben Perry \| Israel Cycling Academy \| + 0 s \| \| \| 3.º \| Serghei Țvetcov \| UnitedHealthcare \| + 0 s \| \| \| 4.º \| Stepan Astafyev \| Vino-Astana Motors \| + 2 s \| \| \| 5.º \| Jakub Mareczko \| Wilier Triestina-Selle Italia \| + 9 s \| \| \| 6.º \| Lucas Sebastián Haedo \| UnitedHealthcare \| + 9 s \| \| \| 7.º \| Mihkel Räim \| Israel Cycling Academy \| + 9 s \| \| \| 8.º \| Raymond Kreder \| Team Ukyo \| + 9 s \| \| \| 9.º \| Park Sung-Baek \| KSPO-Bianchi Asia \| + 9 s \| \| \| 10.º \| Damiano Cima \| Nippo-Vini Fantini-Europa Ovini \| + 9 s \| \| |                       |                                 |                 |
| |                       |                                 |                 |
| Fuente: ProCyclingStats |                       |                                 |                 |
| Clasificación de la etapa |                       |                                 |                 |
| Ciclista | Ciclista              | Equipo                          | Tiempo          |
| 1.º | Choe Hyeong-min       | Geumsan Insam Cello             | 4 h 19 min 02 s |
| 2.º | Ben Perry             | Israel Cycling Academy          | + 0 s           |
| 3.º | Serghei Țvetcov       | UnitedHealthcare                | + 0 s           |
| 4.º | Stepan Astafyev       | Vino-Astana Motors              | + 2 s           |
| 5.º | Jakub Mareczko        | Wilier Triestina-Selle Italia   | + 9 s           |
| 6.º | Lucas Sebastián Haedo | UnitedHealthcare                | + 9 s           |
| 7.º | Mihkel Räim           | Israel Cycling Academy          | + 9 s           |
| 8.º | Raymond Kreder        | Team Ukyo                       | + 9 s           |
| 9.º | Park Sung-Baek        | KSPO-Bianchi Asia               | + 9 s           |
| 10.º | Damiano Cima          | Nippo-Vini Fantini-Europa Ovini | + 9 s           |

| \| Clasificación general \| Clasificación general \| Clasificación general \| Clasificación general \| Clasificación general \| \| Ciclista \| Ciclista \| Equipo \| Tiempo \| \| \| --------------------- \| --------------------- \| ----------------------------- \| --------------------- \| --------------------- \| \| 1.º \| Choe Hyeong-min \| Geumsan Insam Cello \| 4 h 18 min 52 s \| \| \| 2.º \| Ben Perry \| Israel Cycling Academy \| + 1 s \| \| \| 3.º \| Serghei Țvetcov \| UnitedHealthcare \| + 6 s \| \| \| 4.º \| Stepan Astafyev \| Vino-Astana Motors \| + 12 s \| \| \| 5.º \| Kim Ok-cheol \| Seoul Cycling Team \| + 18 s \| \| \| 6.º \| Jakub Mareczko \| Wilier Triestina-Selle Italia \| + 19 s \| \| \| 7.º \| Lucas Sebastián Haedo \| UnitedHealthcare \| + 19 s \| \| \| 8.º \| Mihkel Räim \| Israel Cycling Academy \| + 19 s \| \| \| 9.º \| Raymond Kreder \| Team Ukyo \| + 19 s \| \| \| 10.º \| Park Sung-Baek \| KSPO-Bianchi Asia \| + 19 s \| \| |                       |                               |                 |
| |                       |                               |                 |
| Fuente: ProCyclingStats |                       |                               |                 |
| Clasificación general |                       |                               |                 |
| Ciclista | Ciclista              | Equipo                        | Tiempo          |
| 1.º | Choe Hyeong-min       | Geumsan Insam Cello           | 4 h 18 min 52 s |
| 2.º | Ben Perry             | Israel Cycling Academy        | + 1 s           |
| 3.º | Serghei Țvetcov       | UnitedHealthcare              | + 6 s           |
| 4.º | Stepan Astafyev       | Vino-Astana Motors            | + 12 s          |
| 5.º | Kim Ok-cheol          | Seoul Cycling Team            | + 18 s          |
| 6.º | Jakub Mareczko        | Wilier Triestina-Selle Italia | + 19 s          |
| 7.º | Lucas Sebastián Haedo | UnitedHealthcare              | + 19 s          |
| 8.º | Mihkel Räim           | Israel Cycling Academy        | + 19 s          |
| 9.º | Raymond Kreder        | Team Ukyo                     | + 19 s          |
| 10.º | Park Sung-Baek        | KSPO-Bianchi Asia             | + 19 s          |

### 2.ª etapa
| Cheonan - Yeongju | etapa de media montaña | (202,6 km) |

| \| Clasificación de la etapa \| Clasificación de la etapa \| Clasificación de la etapa \| Clasificación de la etapa \| Clasificación de la etapa \| \| Ciclista \| Ciclista \| Equipo \| Tiempo \| \| \| ------------------------- \| ---------------------------- \| --------------------------------- \| ------------------------- \| ------------------------- \| \| 1.º \| Mihkel Räim \| Israel Cycling Academy \| 4 h 58 min 47 s \| \| \| 2.º \| Raymond Kreder \| Team Ukyo \| + 0 s \| \| \| 3.º \| Lucas Sebastián Haedo \| UnitedHealthcare \| + 0 s \| \| \| 4.º \| Seo Joon-yong \| KSPO-Bianchi Asia \| + 0 s \| \| \| 5.º \| Park Sang-hoon \| LX Cycling Team \| + 0 s \| \| \| 6.º \| Damiano Cima \| Nippo-Vini Fantini-Europa Ovini \| + 0 s \| \| \| 7.º \| Luca Pacioni \| Wilier Triestina-Selle Italia \| + 0 s \| \| \| 8.º \| Tyler Williams \| Israel Cycling Academy \| + 0 s \| \| \| 9.º \| Sarawut Sirironnachai \| Thailand Continental Cycling Team \| + 0 s \| \| \| 10.º \| Thurakit Boonratanathanakorn \| Thailand Continental Cycling Team \| + 0 s \| \| |                              |                                   |                 |
| |                              |                                   |                 |
| Fuente: ProCyclingStats |                              |                                   |                 |
| Clasificación de la etapa |                              |                                   |                 |
| Ciclista | Ciclista                     | Equipo                            | Tiempo          |
| 1.º | Mihkel Räim                  | Israel Cycling Academy            | 4 h 58 min 47 s |
| 2.º | Raymond Kreder               | Team Ukyo                         | + 0 s           |
| 3.º | Lucas Sebastián Haedo        | UnitedHealthcare                  | + 0 s           |
| 4.º | Seo Joon-yong                | KSPO-Bianchi Asia                 | + 0 s           |
| 5.º | Park Sang-hoon               | LX Cycling Team                   | + 0 s           |
| 6.º | Damiano Cima                 | Nippo-Vini Fantini-Europa Ovini   | + 0 s           |
| 7.º | Luca Pacioni                 | Wilier Triestina-Selle Italia     | + 0 s           |
| 8.º | Tyler Williams               | Israel Cycling Academy            | + 0 s           |
| 9.º | Sarawut Sirironnachai        | Thailand Continental Cycling Team | + 0 s           |
| 10.º | Thurakit Boonratanathanakorn | Thailand Continental Cycling Team | + 0 s           |

| \| Clasificación general \| Clasificación general \| Clasificación general \| Clasificación general \| Clasificación general \| \| Ciclista \| Ciclista \| Equipo \| Tiempo \| \| \| --------------------- \| --------------------- \| --------------------------------------------- \| --------------------- \| --------------------- \| \| 1.º \| Choe Hyeong-min \| Geumsan Insam Cello \| 9 h 17 min 39 s \| \| \| 2.º \| Ben Perry \| Israel Cycling Academy \| + 1 s \| \| \| 3.º \| Serghei Țvetcov \| UnitedHealthcare \| + 6 s \| \| \| 4.º \| Mihkel Räim \| Israel Cycling Academy \| + 9 s \| \| \| 5.º \| Stepan Astafyev \| Vino-Astana Motors \| + 12 s \| \| \| 6.º \| Raymond Kreder \| Team Ukyo \| + 13 s \| \| \| 7.º \| Lucas Sebastián Haedo \| UnitedHealthcare \| + 15 s \| \| \| 8.º \| Soon Young Kwon \| KSPO-Bianchi Asia \| + 16 s \| \| \| 9.º \| Mideum Joo \| Seoul Cycling Team \| + 17 s \| \| \| 10.º \| Liam Magennis \| Drapac-EF p/b Cannondale Holistic Development \| + 18 s \| \| |                       |                                               |                 |
| |                       |                                               |                 |
| Fuente: ProCyclingStats |                       |                                               |                 |
| Clasificación general |                       |                                               |                 |
| Ciclista | Ciclista              | Equipo                                        | Tiempo          |
| 1.º | Choe Hyeong-min       | Geumsan Insam Cello                           | 9 h 17 min 39 s |
| 2.º | Ben Perry             | Israel Cycling Academy                        | + 1 s           |
| 3.º | Serghei Țvetcov       | UnitedHealthcare                              | + 6 s           |
| 4.º | Mihkel Räim           | Israel Cycling Academy                        | + 9 s           |
| 5.º | Stepan Astafyev       | Vino-Astana Motors                            | + 12 s          |
| 6.º | Raymond Kreder        | Team Ukyo                                     | + 13 s          |
| 7.º | Lucas Sebastián Haedo | UnitedHealthcare                              | + 15 s          |
| 8.º | Soon Young Kwon       | KSPO-Bianchi Asia                             | + 16 s          |
| 9.º | Mideum Joo            | Seoul Cycling Team                            | + 17 s          |
| 10.º | Liam Magennis         | Drapac-EF p/b Cannondale Holistic Development | + 18 s          |

### 3.ª etapa
| Yeongju - Joengseon | etapa de media montaña | (192,4 km) |

| \| Clasificación de la etapa \| Clasificación de la etapa \| Clasificación de la etapa \| Clasificación de la etapa \| Clasificación de la etapa \| \| Ciclista \| Ciclista \| Equipo \| Tiempo \| \| \| ------------------------- \| ------------------------- \| --------------------------------------------- \| ------------------------- \| ------------------------- \| \| 1.º \| Serghei Țvetcov \| UnitedHealthcare \| 5 h 05 min 51 s \| \| \| 2.º \| Stepan Astafyev \| Vino-Astana Motors \| + 18 s \| \| \| 3.º \| Matteo Busato \| Wilier Triestina-Selle Italia \| + 18 s \| \| \| 4.º \| Artiom Ovechkin \| Terengganu Cycling Team \| + 20 s \| \| \| 5.º \| Lucas Sebastián Haedo \| UnitedHealthcare \| + 1 min 37 s \| \| \| 6.º \| Raymond Kreder \| Team Ukyo \| + 1 min 37 s \| \| \| 7.º \| Sarawut Sirironnachai \| Thailand Continental Cycling Team \| + 1 min 37 s \| \| \| 8.º \| Mihkel Räim \| Israel Cycling Academy \| + 1 min 37 s \| \| \| 9.º \| Liam Magennis \| Drapac-EF p/b Cannondale Holistic Development \| + 1 min 37 s \| \| \| 10.º \| Alexey Voloshin \| Vino-Astana Motors \| + 1 min 37 s \| \| |                       |                                               |                 |
| |                       |                                               |                 |
| Fuente: ProCyclingStats |                       |                                               |                 |
| Clasificación de la etapa |                       |                                               |                 |
| Ciclista | Ciclista              | Equipo                                        | Tiempo          |
| 1.º | Serghei Țvetcov       | UnitedHealthcare                              | 5 h 05 min 51 s |
| 2.º | Stepan Astafyev       | Vino-Astana Motors                            | + 18 s          |
| 3.º | Matteo Busato         | Wilier Triestina-Selle Italia                 | + 18 s          |
| 4.º | Artiom Ovechkin       | Terengganu Cycling Team                       | + 20 s          |
| 5.º | Lucas Sebastián Haedo | UnitedHealthcare                              | + 1 min 37 s    |
| 6.º | Raymond Kreder        | Team Ukyo                                     | + 1 min 37 s    |
| 7.º | Sarawut Sirironnachai | Thailand Continental Cycling Team             | + 1 min 37 s    |
| 8.º | Mihkel Räim           | Israel Cycling Academy                        | + 1 min 37 s    |
| 9.º | Liam Magennis         | Drapac-EF p/b Cannondale Holistic Development | + 1 min 37 s    |
| 10.º | Alexey Voloshin       | Vino-Astana Motors                            | + 1 min 37 s    |

| \| Clasificación general \| Clasificación general \| Clasificación general \| Clasificación general \| Clasificación general \| \| Ciclista \| Ciclista \| Equipo \| Tiempo \| \| \| --------------------- \| --------------------- \| --------------------------------------------- \| --------------------- \| --------------------- \| \| 1.º \| Serghei Țvetcov \| UnitedHealthcare \| 14 h 23 min 26 s \| \| \| 2.º \| Stepan Astafyev \| Vino-Astana Motors \| + 28 s \| \| \| 3.º \| Matteo Busato \| Wilier Triestina-Selle Italia \| + 37 s \| \| \| 4.º \| Artiom Ovechkin \| Terengganu Cycling Team \| + 43 s \| \| \| 5.º \| Ben Perry \| Israel Cycling Academy \| + 1 min 42 s \| \| \| 6.º \| Mihkel Räim \| Israel Cycling Academy \| + 1 min 50 s \| \| \| 7.º \| Raymond Kreder \| Team Ukyo \| + 1 min 54 s \| \| \| 8.º \| Lucas Sebastián Haedo \| UnitedHealthcare \| + 1 min 56 s \| \| \| 9.º \| Liam Magennis \| Drapac-EF p/b Cannondale Holistic Development \| + 1 min 59 s \| \| \| 10.º \| Sarawut Sirironnachai \| Thailand Continental Cycling Team \| + 2 min 00 s \| \| |                       |                                               |                  |
| |                       |                                               |                  |
| Fuente: ProCyclingStats |                       |                                               |                  |
| Clasificación general |                       |                                               |                  |
| Ciclista | Ciclista              | Equipo                                        | Tiempo           |
| 1.º | Serghei Țvetcov       | UnitedHealthcare                              | 14 h 23 min 26 s |
| 2.º | Stepan Astafyev       | Vino-Astana Motors                            | + 28 s           |
| 3.º | Matteo Busato         | Wilier Triestina-Selle Italia                 | + 37 s           |
| 4.º | Artiom Ovechkin       | Terengganu Cycling Team                       | + 43 s           |
| 5.º | Ben Perry             | Israel Cycling Academy                        | + 1 min 42 s     |
| 6.º | Mihkel Räim           | Israel Cycling Academy                        | + 1 min 50 s     |
| 7.º | Raymond Kreder        | Team Ukyo                                     | + 1 min 54 s     |
| 8.º | Lucas Sebastián Haedo | UnitedHealthcare                              | + 1 min 56 s     |
| 9.º | Liam Magennis         | Drapac-EF p/b Cannondale Holistic Development | + 1 min 59 s     |
| 10.º | Sarawut Sirironnachai | Thailand Continental Cycling Team             | + 2 min 00 s     |

### 4.ª etapa
| Joengseon - Chungju | etapa escarpada | (156 km) |

| \| Clasificación de la etapa \| Clasificación de la etapa \| Clasificación de la etapa \| Clasificación de la etapa \| Clasificación de la etapa \| \| Ciclista \| Ciclista \| Equipo \| Tiempo \| \| \| ------------------------- \| ------------------------- \| ------------------------------- \| ------------------------- \| ------------------------- \| \| 1.º \| Joseph Cooper \| Bennelong-SwissWellness-Cervélo \| 3 h 12 min 36 s \| \| \| 2.º \| Luca Pacioni \| Wilier Triestina-Selle Italia \| + 2 min 30 s \| \| \| 3.º \| Park Sung-Baek \| KSPO-Bianchi Asia \| + 2 min 30 s \| \| \| 4.º \| Lucas Sebastián Haedo \| UnitedHealthcare \| + 2 min 30 s \| \| \| 5.º \| Raymond Kreder \| Team Ukyo \| + 2 min 30 s \| \| \| 6.º \| Joo-seok Kim \| Gapyeong Cycling Team \| + 2 min 30 s \| \| \| 7.º \| Damiano Cima \| Nippo-Vini Fantini-Europa Ovini \| + 2 min 30 s \| \| \| 8.º \| Seo Joon-yong \| KSPO-Bianchi Asia \| + 2 min 30 s \| \| \| 9.º \| Im Jae-yeon \| Korail Cycling Team \| + 2 min 30 s \| \| \| 10.º \| Park Keon-woo \| LX Cycling Team \| + 2 min 30 s \| \| |                       |                                 |                 |
| |                       |                                 |                 |
| Fuente: ProCyclingStats |                       |                                 |                 |
| Clasificación de la etapa |                       |                                 |                 |
| Ciclista | Ciclista              | Equipo                          | Tiempo          |
| 1.º | Joseph Cooper         | Bennelong-SwissWellness-Cervélo | 3 h 12 min 36 s |
| 2.º | Luca Pacioni          | Wilier Triestina-Selle Italia   | + 2 min 30 s    |
| 3.º | Park Sung-Baek        | KSPO-Bianchi Asia               | + 2 min 30 s    |
| 4.º | Lucas Sebastián Haedo | UnitedHealthcare                | + 2 min 30 s    |
| 5.º | Raymond Kreder        | Team Ukyo                       | + 2 min 30 s    |
| 6.º | Joo-seok Kim          | Gapyeong Cycling Team           | + 2 min 30 s    |
| 7.º | Damiano Cima          | Nippo-Vini Fantini-Europa Ovini | + 2 min 30 s    |
| 8.º | Seo Joon-yong         | KSPO-Bianchi Asia               | + 2 min 30 s    |
| 9.º | Im Jae-yeon           | Korail Cycling Team             | + 2 min 30 s    |
| 10.º | Park Keon-woo         | LX Cycling Team                 | + 2 min 30 s    |

| \| Clasificación general \| Clasificación general \| Clasificación general \| Clasificación general \| Clasificación general \| \| Ciclista \| Ciclista \| Equipo \| Tiempo \| \| \| --------------------- \| --------------------- \| ------------------------------- \| --------------------- \| --------------------- \| \| 1.º \| Serghei Țvetcov \| UnitedHealthcare \| 17 h 38 min 32 s \| \| \| 2.º \| Stepan Astafyev \| Vino-Astana Motors \| + 28 s \| \| \| 3.º \| Matteo Busato \| Wilier Triestina-Selle Italia \| + 37 s \| \| \| 4.º \| Artiom Ovechkin \| Terengganu Cycling Team \| + 43 s \| \| \| 5.º \| Ben Perry \| Israel Cycling Academy \| + 1 min 42 s \| \| \| 6.º \| Mihkel Räim \| Israel Cycling Academy \| + 1 min 50 s \| \| \| 7.º \| Raymond Kreder \| Team Ukyo \| + 1 min 54 s \| \| \| 8.º \| Lucas Sebastián Haedo \| UnitedHealthcare \| + 1 min 56 s \| \| \| 9.º \| Marco Tizza \| Nippo-Vini Fantini-Europa Ovini \| + 1 min 57 s \| \| \| 10.º \| Metkel Eyob \| Terengganu Cycling Team \| + 1 min 58 s \| \| |                       |                                 |                  |
| |                       |                                 |                  |
| Fuente: ProCyclingStats |                       |                                 |                  |
| Clasificación general |                       |                                 |                  |
| Ciclista | Ciclista              | Equipo                          | Tiempo           |
| 1.º | Serghei Țvetcov       | UnitedHealthcare                | 17 h 38 min 32 s |
| 2.º | Stepan Astafyev       | Vino-Astana Motors              | + 28 s           |
| 3.º | Matteo Busato         | Wilier Triestina-Selle Italia   | + 37 s           |
| 4.º | Artiom Ovechkin       | Terengganu Cycling Team         | + 43 s           |
| 5.º | Ben Perry             | Israel Cycling Academy          | + 1 min 42 s     |
| 6.º | Mihkel Räim           | Israel Cycling Academy          | + 1 min 50 s     |
| 7.º | Raymond Kreder        | Team Ukyo                       | + 1 min 54 s     |
| 8.º | Lucas Sebastián Haedo | UnitedHealthcare                | + 1 min 56 s     |
| 9.º | Marco Tizza           | Nippo-Vini Fantini-Europa Ovini | + 1 min 57 s     |
| 10.º | Metkel Eyob           | Terengganu Cycling Team         | + 1 min 58 s     |

### 5.ª etapa
| Seúl - Seúl | etapa llana | (65 km) |

| \| Clasificación de la etapa \| Clasificación de la etapa \| Clasificación de la etapa \| Clasificación de la etapa \| Clasificación de la etapa \| \| Ciclista \| Ciclista \| Equipo \| Tiempo \| \| \| ------------------------- \| ------------------------- \| ----------------------------- \| ------------------------- \| ------------------------- \| \| 1.º \| Raymond Kreder \| Team Ukyo \| 1 h 21 min 05 s \| \| \| 2.º \| Mihkel Räim \| Israel Cycling Academy \| + 0 s \| \| \| 3.º \| Seo Joon-yong \| KSPO-Bianchi Asia \| + 0 s \| \| \| 4.º \| Lucas Sebastián Haedo \| UnitedHealthcare \| + 0 s \| \| \| 5.º \| Tatsuki Amagoi \| Kinan Cycling Team \| + 0 s \| \| \| 6.º \| Luca Pacioni \| Wilier Triestina-Selle Italia \| + 0 s \| \| \| 7.º \| Im Jae-yeon \| Korail Cycling Team \| + 0 s \| \| \| 8.º \| Metkel Eyob \| Terengganu Cycling Team \| + 0 s \| \| \| 9.º \| Zisen Li \| Qinghai Tianyoude \| + 0 s \| \| \| 10.º \| Jung Ha-jeon \| Uijeongbu Cycling Team \| + 0 s \| \| |                       |                               |                 |
| |                       |                               |                 |
| Fuente: ProCyclingStats |                       |                               |                 |
| Clasificación de la etapa |                       |                               |                 |
| Ciclista | Ciclista              | Equipo                        | Tiempo          |
| 1.º | Raymond Kreder        | Team Ukyo                     | 1 h 21 min 05 s |
| 2.º | Mihkel Räim           | Israel Cycling Academy        | + 0 s           |
| 3.º | Seo Joon-yong         | KSPO-Bianchi Asia             | + 0 s           |
| 4.º | Lucas Sebastián Haedo | UnitedHealthcare              | + 0 s           |
| 5.º | Tatsuki Amagoi        | Kinan Cycling Team            | + 0 s           |
| 6.º | Luca Pacioni          | Wilier Triestina-Selle Italia | + 0 s           |
| 7.º | Im Jae-yeon           | Korail Cycling Team           | + 0 s           |
| 8.º | Metkel Eyob           | Terengganu Cycling Team       | + 0 s           |
| 9.º | Zisen Li              | Qinghai Tianyoude             | + 0 s           |
| 10.º | Jung Ha-jeon          | Uijeongbu Cycling Team        | + 0 s           |

## Clasificaciones finales
Las clasificaciones finalizaron de la siguiente forma:

### Clasificación general
| \| Clasificación general \| Clasificación general \| Clasificación general \| Clasificación general \| Clasificación general \| \| Ciclista \| Ciclista \| Equipo \| Tiempo \| \| \| --------------------- \| --------------------- \| --------------------------------------------- \| --------------------- \| --------------------- \| \| 1.º \| Serghei Țvetcov \| UnitedHealthcare \| 18 h 59 min 37 s \| \| \| 2.º \| Stepan Astafyev \| Vino-Astana Motors \| + 28 s \| \| \| 3.º \| Matteo Busato \| Wilier Triestina-Selle Italia \| + 37 s \| \| \| 4.º \| Artiom Ovechkin \| Terengganu Cycling Team \| + 43 s \| \| \| 5.º \| Raymond Kreder \| Team Ukyo \| + 1 min 41 s \| \| \| 6.º \| Ben Perry \| Israel Cycling Academy \| + 1 min 42 s \| \| \| 7.º \| Mihkel Räim \| Israel Cycling Academy \| + 1 min 44 s \| \| \| 8.º \| Lucas Sebastián Haedo \| UnitedHealthcare \| + 1 min 54 s \| \| \| 9.º \| Liam Magennis \| Drapac-EF p/b Cannondale Holistic Development \| + 1 min 56 s \| \| \| 10.º \| Alexey Voloshin \| Vino-Astana Motors \| + 1 min 57 s \| \| |                       |                                               |                  |
| |                       |                                               |                  |
| Fuente: ProCyclingStats |                       |                                               |                  |
| Clasificación general |                       |                                               |                  |
| Ciclista | Ciclista              | Equipo                                        | Tiempo           |
| 1.º | Serghei Țvetcov       | UnitedHealthcare                              | 18 h 59 min 37 s |
| 2.º | Stepan Astafyev       | Vino-Astana Motors                            | + 28 s           |
| 3.º | Matteo Busato         | Wilier Triestina-Selle Italia                 | + 37 s           |
| 4.º | Artiom Ovechkin       | Terengganu Cycling Team                       | + 43 s           |
| 5.º | Raymond Kreder        | Team Ukyo                                     | + 1 min 41 s     |
| 6.º | Ben Perry             | Israel Cycling Academy                        | + 1 min 42 s     |
| 7.º | Mihkel Räim           | Israel Cycling Academy                        | + 1 min 44 s     |
| 8.º | Lucas Sebastián Haedo | UnitedHealthcare                              | + 1 min 54 s     |
| 9.º | Liam Magennis         | Drapac-EF p/b Cannondale Holistic Development | + 1 min 56 s     |
| 10.º | Alexey Voloshin       | Vino-Astana Motors                            | + 1 min 57 s     |

### Clasificación por puntos
| Clasificación por puntos | Clasificación por puntos | Clasificación por puntos                      | Clasificación por puntos | Clasificación por puntos |
| Ciclista                 | Ciclista                 | Equipo                                        | Puntos                   |                          |
| ------------------------ | ------------------------ | --------------------------------------------- | ------------------------ | ------------------------ |
| 1.º                      | Raymond Kreder           | Team Ukyo                                     | 63 pts                   |                          |
| 2.º                      | Lucas Sebastián Haedo    | UnitedHealthcare                              | 61 pts                   |                          |
| 3.º                      | Mihkel Räim              | Israel Cycling Academy                        | 46 pts                   |                          |
| 4.º                      | Seo Joon-yong            | KSPO-Bianchi Asia                             | 41 pts                   |                          |
| 5.º                      | Luca Pacioni             | Wilier Triestina-Selle Italia                 | 33 pts                   |                          |
| 6.º                      | Serghei Țvetcov          | UnitedHealthcare                              | 28 pts                   |                          |
| 7.º                      | Stepan Astafyev          | Vino-Astana Motors                            | 26 pts                   |                          |
| 8.º                      | Damiano Cima             | Nippo-Vini Fantini-Europa Ovini               | 25 pts                   |                          |
| 9.º                      | Park Sung-Baek           | KSPO-Bianchi Asia                             | 24 pts                   |                          |
| 10.º                     | Liam Magennis            | Drapac-EF p/b Cannondale Holistic Development | 20 pts                   |                          |

### Clasificación de la montaña
| Clasificación de la montaña | Clasificación de la montaña | Clasificación de la montaña                   | Clasificación de la montaña | Clasificación de la montaña |
| Ciclista                    | Ciclista                    | Equipo                                        | Puntos                      |                             |
| --------------------------- | --------------------------- | --------------------------------------------- | --------------------------- | --------------------------- |
| 1.º                         | Soon Young Kwon             | KSPO-Bianchi Asia                             | 20 pts                      |                             |
| 2.º                         | Liam Magennis               | Drapac-EF p/b Cannondale Holistic Development | 18 pts                      |                             |
| 3.º                         | Mideum Joo                  | Seoul Cycling Team                            | 12 pts                      |                             |
| 4.º                         | Artiom Ovechkin             | Terengganu Cycling Team                       | 10 pts                      |                             |
| 5.º                         | Alexander Cataford          | UnitedHealthcare                              | 10 pts                      |                             |
| 6.º                         | Serghei Țvetcov             | UnitedHealthcare                              | 10 pts                      |                             |
| 7.º                         | Joseph Cooper               | Bennelong-SwissWellness-Cervélo               | 7 pts                       |                             |
| 8.º                         | Seo Joon-yong               | KSPO-Bianchi Asia                             | 6 pts                       |                             |
| 9.º                         | Metkel Eyob                 | Terengganu Cycling Team                       | 6 pts                       |                             |
| 10.º                        | Matteo Busato               | Wilier Triestina-Selle Italia                 | 4 pts                       |                             |

### Clasificación de los jóvenes
| Clasificación del mejor joven | Clasificación del mejor joven | Clasificación del mejor joven                 | Clasificación del mejor joven | Clasificación del mejor joven |
| Ciclista                      | Ciclista                      | Equipo                                        | Tiempo                        |                               |
| ----------------------------- | ----------------------------- | --------------------------------------------- | ----------------------------- | ----------------------------- |
| 1.º                           | Liam Magennis                 | Drapac-EF p/b Cannondale Holistic Development | 19 h 01 min 33 s              |                               |
| 2.º                           | Alexey Voloshin               | Vino-Astana Motors                            | + 1 s                         |                               |
| 3.º                           | Joan Bou                      | Nippo-Vini Fantini-Europa Ovini               | + 4 s                         |                               |
| 4.º                           | Min Kyeong-ho                 | Seoul Cycling Team                            | + 6 min 40 s                  |                               |
| 5.º                           | Alexandr Ovsyannikov          | Vino-Astana Motors                            | + 9 min 25 s                  |                               |
| 6.º                           | Euro Kim                      | LX Cycling Team                               | + 15 min 50 s                 |                               |
| 7.º                           | Jung Woo-ho                   | Uijeongbu Cycling Team                        | + 15 min 50 s                 |                               |
| 8.º                           | Kim Dong-uk                   | Seoul Cycling Team                            | + 15 min 50 s                 |                               |
| 9.º                           | Hoonmin Jun                   | Seoul Cycling Team                            | + 15 min 50 s                 |                               |
| 10.º                          | Mow Ching Ying                | HKSI Pro Cycling Team                         | + 29 min 24 s                 |                               |

### Clasificación por equipos
| Clasificación por equipos | Clasificación por equipos             | Clasificación por equipos | Clasificación por equipos |
| Equipo                    | Equipo                                | Tiempo                    |                           |
| ------------------------- | ------------------------------------- | ------------------------- | ------------------------- |
| 1.º                       | UnitedHealthcare                      | 57 h 03 min 05 s          |                           |
| 2.º                       | Vino-Astana Motors                    | + 20 s                    |                           |
| 3.º                       | Terengganu Cycling Team               | + 29 s                    |                           |
| 4.º                       | Israel Cycling Academy                | + 1 min 37 s              |                           |
| 5.º                       | Thailand Continental                  | + 1 min 46 s              |                           |
| 6.º                       | Team Ukyo                             | + 1 min 46 s              |                           |
| 7.º                       | Nippo-Vini Fantini-Europa Ovini       | + 17 min 32 s             |                           |
| 8.º                       | Drapac-Pat's Veg Holistic Development | + 17 min 32 s             |                           |
| 9.º                       | Uijeongbu Cycling Team                | + 30 min 23 s             |                           |
| 10.º                      | KSPO-Bianchi Asia                     | + 30 min 42 s             |                           |

## Evolución de las clasificaciones
| Etapa                   | Vencedor                | Clasificación general | Clasificación por puntos | Clasificación de la montaña | Clasificación de los jóvenes | Clasificación por equipos |
| ----------------------- | ----------------------- | --------------------- | ------------------------ | --------------------------- | ---------------------------- | ------------------------- |
| 1.ª                     | Choe Hyeong-min         | Choe Hyeong-min       | Ben Perry                | Alexander Cataford          | Zisen Li                     | Israel Cycling Academy    |
| 2.ª                     | Mihkel Räim             | Choe Hyeong-min       | Mihkel Räim              | Kwon Soon Young             | Joo Mideum                   | Israel Cycling Academy    |
| 3.ª                     | Serghei Tvetcov         | Serghei Tvetcov       | Lucas Sebastián Haedo    | Kwon Soon Young             | Liam Magennis                | UnitedHealthcare          |
| 4.ª                     | Joseph Cooper           | Serghei Tvetcov       | Lucas Sebastián Haedo    | Kwon Soon Young             | Liam Magennis                | UnitedHealthcare          |
| 5.ª                     | Raymond Kreder          | Serghei Tvetcov       | Raymond Kreder           | Kwon Soon Young             | Liam Magennis                | UnitedHealthcare          |
| Clasificaciones finales | Clasificaciones finales | Serghei Tvetcov       | Raymond Kreder           | Kwon Soon Young             | Liam Magennis                | UnitedHealthcare          |

## UCI World Ranking
El Tour de Corea otorga puntos para el UCI Asia Tour 2018 y el UCI World Ranking, este último para corredores de los equipos en las categorías UCI ProTeam, Profesional Continental y Equipos Continentales. Las siguientes tablas muestran el baremo de puntuación y los 10 corredores que obtuvieron más puntos:
| Posición              | 1.º | 2.º | 3.º | 4.º | 5.º | 6.º | 7.º | 8.º | 9.º | 10.º | 11.º | 12.º | 13.º-15.º | 16.º-25.º |
| Clasificación general | 125 | 85  | 70  | 60  | 50  | 40  | 35  | 30  | 25  | 20   | 15   | 10   | 5         | 3         |
| Por etapa             | 14  | 5   | 3   |     |     |     |     |     |     |      |      |      |           |           |
| Líder                 | 3   |     |     |     |     |     |     |     |     |      |      |      |           |           |

| Clasificación | Clasificación         | Clasificación                 | Clasificación | Clasificación | Clasificación | Clasificación |
| Posición      | Ciclista              | Equipo                        | General       | Etapa         | Líder         | Total         |
| ------------- | --------------------- | ----------------------------- | ------------- | ------------- | ------------- | ------------- |
| 1.º           | Serghei Tvetcov       | UnitedHealthcare              | 125           | 17            | 6             | 148           |
| 2.º           | Stepan Astafyev       | Vino-Astana Motors            | 85            | 5             | -             | 90            |
| 3.º           | Matteo Busato         | Wilier Triestina-Selle Italia | 70            | 3             | -             | 73            |
| 4.º           | Raymond Kreder        | Ukyo                          | 50            | 19            | -             | 69            |
| 5.º           | Artem Ovechkin        | Terengganu                    | 60            | -             | -             | 60            |
| 6.º           | Mihkel Räim           | Israel Cycling Academy        | 35            | 19            | -             | 54            |
| 7.º           | Ben Perry             | Israel Cycling Academy        | 40            | 5             | -             | 45            |
| 8.º           | Lucas Sebastián Haedo | UnitedHealthcare              | 30            | 3             | -             | 33            |
| 9.º           | Liam Magennis         | Drapac-EF                     | 25            | -             | -             | 25            |
| 10.º          | Alexey Voloshin       | Vino-Astana Motors            | 20            | -             | -             | 20            |